# Mark Linkous
 (avril 2020).
Si vous disposez d'ouvrages ou d'articles de référence ou si vous connaissez des sites web de qualité traitant du thème abordé ici, merci de compléter l'article en donnant les références utiles à sa vérifiabilité et en les liant à la section « Notes et références ».
Mark Linkous (né le 9 septembre 1962 dans le comté d'Arlington en Virginie et mort le 6 mars 2010 à Knoxville, Tennessee) est un auteur-compositeur-interprète américain. Il commence sa carrière durant les années 1980 au sein du groupe Dancing Hoods puis, en 1995, forme Sparklehorse, dont il est le seul membre permanent. Entre 1995 et 2006, Mark Linkous réalise quatre albums, édités par le label Capitol. 
Durant les années 2000, il produit le premier album de A Camp et l'album Fear Yourself de Daniel Johnston.

## Biographie

### Dancing Hoods
Mark Linkous s'installe à New York après ses études et se produit au sein de Dancing Hoods, groupe de rock formé par le chanteur et guitariste Bob Bortnick. Le groupe compte également dans ses rangs le bassiste Eric Williams et le batteur Don Short. Leur premier album, 12 Jealous Roses, est édité en 1985 par Relativity Records. Williams quitte Dancing Hoods et est remplacé à la basse par Mike Garacino avant l'enregistrement de leur second album, qui paraît en 1988. Le quartet s'installe à Los Angeles. Ne parvenant pas à signer un contrat discographique avec une major, ils se séparent peu après,.

### Sparklehorse
Déçu par le music business, Mark Linkous retourne en Virginie, vit de petits boulots et se produit au sein d'un groupe local dont le répertoire est composé de vieux airs de musique irlandaise. Il retrouve l'inspiration après avoir découvert les disques de Tom Waits. Son ami David Lowery (en) lui confie son magnétophone 8-pistes avant de partir en tournée avec son groupe Cracker et Mark Linkous commence à composer et enregistrer en solo. Après avoir réalisé le single Spirit Ditch sur le label Slow River Records, il signe sur Capitol, qui s'était montré intéressé par ses maquettes.
Mark Linkous publie cinq albums sous le pseudonyme de Sparklehorse entre 1995 et 2006. Il enregistre le premier dans son studio personnel, baptisé Static King, qu'il a aménagé dans sa ferme. Vivadixiesubmarinetransmissionplot sort en 1995 et attire l'attention des membres de Radiohead, ce qui permet à Sparklehorse de se produire en première partie de la tournée du groupe britannique organisée l'année suivante. Durant cette tournée, Mark Linkous est victime d'une overdose en ingérant un mélange de valium et d'antidépresseurs. Les médecins le trouvent inconscient dans sa chambre d'hôtel, après un arrêt cardiaque le chanteur doit être réanimé. En raison de sa position, jambes coincées sous le reste du corps, la circulation sanguine vers celles-ci a été bloquée pendant plusieurs heures. Par la suite, il doit subir plusieurs opérations et se déplacer en chaise roulante durant six mois,,.
L'album Good Morning Spider, sorti en 1998, consolide sa réputation. En 2000, il sort un 6 titres, Distorted Ghost, qui comprend une reprise du titre My Yoke is Heavy de Daniel Johnston. Sur l'album It's a Wonderful Life, sorti en 2001, Mark Linkous est accompagné par plusieurs invités. Tom Waits cosigne une chanson, Nina Persson et PJ Harvey chantent sur plusieurs morceaux alors que John Parish et Adrian Utley (guitariste de Portishead) enregistrent quelques passages musicaux. Victime d'une dépression, Mark Linkous songe à mettre un terme à sa carrière et plonge dans la drogue. Ses proches lui suggèrent de s'installer en Caroline du Nord, où il se remet lentement à composer. Son album suivant, Dreamt for Light Years in the Belly of a Mountain, paraît en 2006 avec la collaboration du producteur Brian Burton (Danger Mouse), de Christian Fennesz et Steven Drozd des Flaming Lips. Cet album reprendra les éditions destinées aux radios des chansons Don't Take My Sunshine Away et Shade and Honey, remasterisées, que Mark Linkous avait écrites pour Alessandro Nivola, et prévues pour la bande-son du film Laurel Canyon en 2002.
En 2008, Sparklehorse reprend Jack's Obsession, extrait du film de Henry Selick L'Étrange Noël de monsieur Jack pour l'album, Nightmare Revisited. En décembre 2009, le groupe collabore de nouveau avec Christian Fennesz pour l'enregistrement du volume 15 d'In The Fishtank, un projet du label hollandais Konkurrent proposant à deux artistes de s’isoler deux jours durant dans un studio afin d’expérimenter et de mélanger leurs univers sonores. En 2009 également, paraît l'album Dark Night of the Soul, produit et composé avec Danger Mouse. David Lynch en réalise le livret, composé d'une centaine de pages de photos. De nombreux artistes y apportent leur contribution vocale, voire instrumentale. Mark ne chante cependant que sur un seul morceau, avec sa comparse Nina Persson. À la suite d'un conflit contractuel avec EMI, l'album n'est pas publié immédiatement : seul le visuel conçu par Lynch est disponible, accompagné d'un CD-R. Les compositions sont proposées en téléchargement gratuit, sur le site Ping Pong et les réseaux peer-to-peer. L'album ne paraîtra sous sa forme physique et officielle que trois mois après le suicide de Mark Linkous.

### Carrière de producteur
Mark Linkous est également connu pour son travail de production. En 2001, il produit A Camp, album du projet parallèle de Nina Persson, chanteuse des Cardigans. En 2003, il assure la production de l'album Fear Yourself du chanteur américain Daniel Johnston, dont il avait repris un titre sur Good Morning Spider. En tant que producteur exécutif, Mark Linkous supervise la réalisation de The Late Great Daniel Johnston: Discovered Covered, une compilation parue en 2004 sur laquelle dix-huit artistes, dont Beck, Vic Chesnutt et Tom Waits, rendent hommage à Johnston en reprenant ses chansons.

## Vie personnelle

### Jeunesse
Mark Linkous grandit à Charlottesville, dans l'État de Virginie. Après le divorce de ses parents, sa mère doit travailler en usine. Laissé sans surveillance, l'adolescent traîne avec un club de motards. Il assure qu'il se rendait en cours uniquement pour voir ses amis, avec lesquels il buvait et consommait du haschich,. Pour éviter qu'il sombre dans la délinquance, il est alors envoyé à Carrsbrook (en), chez ses grands-parents. Il forme ses premiers groupes, qui se produisent dans des tremplins rock locaux.

### Décès
Mark Linkous mit fin à ses jours en se tirant une balle dans la poitrine, devant la maison d'un de ses amis à Knoxville, Tennessee, le 6 mars 2010 à 13 h 20. Il avait 47 ans. Selon un porte-parole de la police locale, le musicien était avec deux amis, qui ont expliqué aux autorités qu'il avait bu et semblait contrarié après avoir échangé des SMS avec quelqu'un. Les témoins déclarent que Mark Linkous serait monté à l'étage pendant un court instant, puis a déclaré qu'il allait faire une promenade et est sorti par la porte de derrière. Un témoin autre l'aurait aperçu assis dans une allée proche d'Irwin Street, expliquant qu'il aurait sorti son fusil et qu'il se tira dans le torse. Mark Linkous fut déclaré mort sur les lieux. La police ne trouva pas de note de suicide, mais déclara à la presse qu'il faisait face à des problèmes personnels. La maison de disques du musicien confirma les détails autour de sa mort à plusieurs publications dans la presse le même jour.
Quelques heures après sa mort, un message de la part de sa famille fut posté sur le site officiel de Sparklehorse : « C'est avec une grande tristesse que nous vous apprenons que notre cher ami et membre de notre famille, Mark Linkous, a mis fin à ses jours aujourd'hui. Nous sommes reconnaissants pour tout le temps passé à ses côtés et nous le porterons dans nos cœurs pour toujours. Que son voyage soit paisible, heureux et libre. Il y a un paradis et une étoile pour toi. » (la dernière phrase renvoie à « There's a heaven and there's a star for you » ; paroles de Hey Joe de Daniel Johnston, reprise par Sparklehorse dans l'album Good Morning Spider). Un certain nombre de musiciens connus et des gens du monde de la musique ont fait des déclarations sur la perte de Mark Linkous, dont : Patti Smith, Colin Greenwood de Radiohead, Chris Walla des Death Cab for Cutie, Steven Drozd des Flaming Lips, Steve Albini, Gemma Hayes, David Wm. Sims des Jesus Lizard.

## Discographie

### Albums studio
- 1995 : Vivadixiesubmarinetransmissionplot (Capitol Records) (sous Sparklehorse)
- 1998 : Good Morning Spider (Capitol Records) (sous Sparklehorse)
- 2000 : Distorded Ghost (Capitol Records) (sous Sparklehorse)
- 2001 : It's a Wonderful Life (Capitol Records) (sous Sparklehorse)
- 2006 : Dreamt for Light Years in the Belly of a Mountain (Capitol Records) (sous Sparklehorse)
- 2023 : Bird Machine (ANTI-) (sous Sparklehorse)

### Avec Dancing Hoods
- 1985 : 12 Jealous Roses (Relativity Records)
- 1986 : Hallelujah Anyway (Relativity Records)

### Collaborations
- 2009 : Dark Night of the Soul (avec Danger Mouse)
- 2009 : In the Fishtank #15: Sparklehorse + Fennesz (Konkurrent) (avec Fennesz)

### Productions
- 2001 : A Camp, album éponyme du groupe A Camp (Stockholm Records)
- 2003 : Fear Yourself de Daniel Johnston (Gammon Records)